# هورتونویل (نیومکزیکو)
هورتونویل (به انگلیسی: Hortonville) یک منطقهٔ مسکونی در ایالات متحده آمریکا است که در شهرستان آترو، نیومکزیکو واقع شده‌است. هورتونویل ۲٬۱۵۴٫۰۵ متر بالاتر از سطح دریا قرار دارد.